# Księżomierz
Księżomierz è una frazione della Polonia situata nel Voivodato di Lublino di circa 1 200 abitanti. Fa parte del Distretto di Kraśnik e del comune di Gościeradów.
Nel periodo 1978-1998 fece parte del Voivodato di Tarnobrzeg, poi soppresso.
Tra i personaggi illustri nati a Księżomierz c'è Jan Nosek, membro del Parlamento polacco nella seconda e terza legislatura, avvocato ed ex-attivista clandestino durante la seconda guerra mondiale.